# Peter Frankenfeld
Peter Frankenfeld, geboren als Willi Julius August Frankenfeldt (Berlijn-Kreuzberg, 31 mei 1913 - Hamburg, 4 januari 1979), was een Duitse presentator, acteur, zanger en entertainer.

## Jeugd en opleiding
Peter Frankenfeld was de zoon van Max en Hedwig Frankenfeldt. Hij werd geboren in een kliniek in Berlin-Kreuzberg en bracht zijn eerste levensjaren door in Rummelsburg. Hij bezocht na de lagere school de middelbare school, waar hij uitblonk in tekenen en vreemde talen. Ook kon hij meerdere leraren imiteren. In zijn vrije tijd maakte hij gezichten voor marionetten, waarmee hij ook optrad in een zelfgebouwd poppentheater. Zijn moeder maakte de kleertjes. Op 12-jarige leeftijd kwam hij met het radio-amusement in aanraking. In 1928 kreeg hij een boek in handen over het variété, waarin hij las over de goochelaar Mellini. Hij besloot daarop te leren goochelen. Met 19 ingestudeerde goocheltrucs reisde hij met een circus mee, maar zijn vader haalde hem terug naar huis.
Peter Frankenfeld volgde een opleiding in een deftig Berlijns hotel en werd spoedig page in hotel Adlon. Met een zeer goede beoordeling op zak wisselde hij naar hotel Esplanade, waar hij na een rigoureuze grap werd ontslagen. Zijn ouders probeerden voor hem een opleidingsplaats als schilder te arrangeren, maar in plaats daarvan volgde hij drie maanden lang de grafische school, waar hij druktechnieken en schrifttekens leerde kennen. Wegens zijn eigenzinnigheid moest hij telkens weer van werkgever wisselen. Daarop besloot hij om een eigen bedrijf op te zetten en huurde een woning, die gelijktijdig zijn atelier werd. Hij kreeg zoveel opdrachten, dat hij hulp moest vragen bij zijn toenmalige vriend, de decorateur Fritz Schirrmeister. Ze ontwierpen niet alleen etalages, maar ook complete horecagelegenheden. Later kwam daar ook een standplaats bij tijdens de Leipziger Messe en de Berliner Rundfunkausstellung.
Amerikaanse revuefilms als Broadway-Melodie brachten hem op het idee om dansen te leren en hij nam tapdanslessen. Daarbij belandde hij bij Valeska Gert, die hem ook toonde, hoe men een podiumshow opbouwt en conferences opzet. Frankenfeld bekeek ook bijna alle variété-opvoeringen in Berlijn, om te kijken hoe de grote meesters werkten, onder wie Wilhelm Bendow, Erich Carow, Paul Kemp, Hellmut Krüger, Ludwig Manfred Lommel, Henry Lorenzen, Carl Napp, Willy Schaeffers, Fredy Sieg en Claire Waldoff. Een optreden van Willy Reichert bezocht hij net zolang tot hij de Schwabische humor onder de knie had, omdat hij een perfecte conferencier wilde worden.

## Carrière
Dankzij een vriend kwam Frankenfeld terecht bij het Kabaret der Komiker, waar hij zonder gage optrad in de zondagsmatinee Nachwuchs marschiert, waar zich veel theateragenten bevonden. Willy Schaeffers nam Frankenfeld in dienst voor zijn namiddagevenement. Frankenfeld speelde bovendien een sketch in de avondvoorstelling. Eind 1939 was hij een veelgevraagd conferencier geworden, die een betrekking kreeg in het hotel Annast te München. Daarna keerde hij terug naar het Kabaret der Komiker en vervolgens werkte hij in het Plaza, als omroeper bij de televisiezender Paul Nipkow en bij het Lieblich-Varieté Breslau, waarna hij met Hans Albers op tournee ging.
Hij genoot aan het eind van de jaren 1950 een enorme populariteit. Bij een rondvraag onder basisschoolverlaters had hij een naamsbekendheid van 100%, net zoveel als bondskanselier Konrad Adenauer en meer dan Elvis Presley (99%), Marika Kilius (98%) en Freddy Quinn (94%).

### Variété
Begin 1948 ging Frankenfeld naar Frankfurt, waar hij werd gecontracteerd door Eduard Forck, de leider van het grote naoorlogse variété Palette. Als gevolg van zijn radioactiviteiten had hij steeds minder tijd voor het variété en uiteindelijk eindigden zijn werkzaamheden daar als moppenschrijver voor de revue Czardasfürstin 50.

### Tournees
Bijna alle bekende schlagerzangers uit die tijd gingen op omvangrijke tournees, waarvan veel artiesten financieel afhankelijk waren. Frankenfeld reisde mee als conferencier. Tijdens de tournees werkte hij samen met een groot aantal artiesten, waaronder Peter Alexander, Bully Buhlan, Heinz Erhardt, Walter Giller, Georg Thomalla, Caterina Valente en Helmut Zacharias.

### Radio
Frankenfeld werd door het hoofd amusement van de Hessischer Rundfunk, Toni Hofbauer, ontdekt voor de radio. Zijn eerste programma was Guten Morgen allerseits, dat hij twee- tot driemaal wekelijks presenteerde. Er volgden nog talloze series, ook bij andere Duitse radiozenders. Tot het midden van de jaren 1950 was hij zelfs bij meerdere zenders gelijktijdig werkzaam en had vaak tot 7 uitzendingen op een dag.

### Televisie
Het eerste grote naoorlogse televisieoptreden had Frankenfeld reeds op de tweede kerstdag van 1952 bij de Nordwestdeutscher Rundfunk. Vanaf de Funkausstellung in 1953 verscheen hij regelmatig op het beeldscherm, eerst met de talentenshow Wer will, der kann en daarna met 1:0 für Sie. Daarmee kreeg hij landelijk bekendheid.
Een kenmerk van al zijn spelshows was de toevallige selectie van de kandidaten uit het publiek. Het daarmee verbonden pechrisico nam hij op de koop toe. Hij wist overal raad mee, zelfs wanneer een eenarmige kandidaat een spel moest spelen, waarvoor twee handen nodig waren. Door deze eigenschap verwierf hij veel respect. Frankenfeld droeg altijd opvallende kostuums, waaronder een geruit of een gestreept jacket. Onafscheidelijk verbonden met het jacket was een stuk kinderspeelgoed: een met een touwtje aangedreven drie-propeller-rotor, door Frankenfeld als vliegende schotel gekenmerkt, dat hij in zijn vroege shows gebruikte om kandidaten uit het publiek te selecteren.
In november 1955 vloog hij voor zes weken naar de Verenigde Staten om daar alle belangrijke tv-shows te bezoeken en nieuwe ideeën voor zijn eigen activiteiten op te doen.
Hij ging voor zijn grote spelshow van de NWDR naar de Süddeutscher Rundfunk. De kleine zender bood met zijn televisiedirecteur Helmut Jedele een interessanter programma dan de NWDR. Redacteur Horst Jaedicke en regisseur Georg Friedel maakten daar optimale arbeidsvoorwaarden mogelijk. Desondanks keerde hij weer terug naar de NWDR. Ze konden in Stuttgart de gevraagde gageverhoging niet betalen. Het enorme succes en zijn hoge gages leidden tot kwaad bloed en onvriendelijke kritieken.
Deze kritiek werd in Hamburg gehonoreerd en aldus werd Frankenfeld minder ingezet in programma's. Het showidee Postkarte genügt liet zich noch bij de Norddeutscher Rundfunk, noch bij de Westdeutscher Rundfunk onderbrengen. Aldus moest Frankenfeld zijn werkgebied verruimen met tournees. Bij het nieuw opgerichte ZDF zag men ten slotte de mogelijkheid om met de naam Frankenfeld te kunnen schitteren en realiseerde deze plannen onder de titel Vergißmeinnicht, die hij als hoogtepunt in zijn carrière zag. Na zijn wissel naar ZDF deed Frankenfeld afstand van zijn opvallende kleding.
Ofschoon hij aanzienlijk had bijgedragen aan de opmars van het ZDF, waardeerde men zijn werk daar na verloop van tijd niet meer. Vergißmeinnicht eindigde in 1970 zonder opvolger. Men accepteerde nog net het vooravondprogramma Sie und er im Kreuzverhör. Alle verzoeken om hieruit een grote avondshow te maken, bleven onbeantwoord. Frankenfeld moest zich tevreden stellen met gastoptredens in andere shows en theaterspelen. Pas na het verrassende overlijden van programmadirecteur Joseph Viehöfer veranderde de situatie ten gunste van Frankenfeld als showmaster met de muziekrevue Musik ist Trumpf.
In september 1978 nam Frankenfeld voor de laatste keer deel aan een talkshow. RTL-medewerker Martin Schwarze produceerde op eigen kosten een talkshow in een RTL-studio met Hildegard Knef en Peter Frankenfeld, die hij zelf presenteerde. In november 1978 werd deze uitgezonden door het ZDF.

### Film
Als filmacteur trad hij wegens tijdgebrek zeer zelden op. Zijn grootste rol had hij in Wunschkonzert, waarin hij zichzelf speelde als showmaster van 1:0 für Sie. Een belangrijke rol had hij ook in Natürlich die Autofahrer, terwijl het in Paprika, Genosse Münchhausen en Olympia – Olympia, zijn laatste film, slechts bijrollen waren.

### Theater
In 1968 speelde hij de registrator in Biografie: Ein Spiel van Max Frisch, zowel in de wereldpremière in het Schauspielhaus Zürich alsook in alle verdere opvoeringen met dit gezelschap. De repetities en de première gaven hem voldoening, maar vanaf de derde voorstelling sloeg de verveling bij hem toe.

## Verdere activiteiten
Boeken publiceerde Frankenfeld in mindere mate, maar geluidsdragers waren er meerdere. Meestal betrof het samenstellingen uit zijn radio- en televisieprogramma's. Na het einde van Vergißmeinnicht probeerde hij zijn geluk als uitgever, maar had daarmee geen succes. De uitgifte van het magazine Zeischrift für ältere und reifere Leute werd reeds na zeven edities beëindigd.

## Privéleven en overlijden
Tijdens een tournee van de SWF in 1954 leerde Frankenfeld zangeres Lonny Kellner kennen. Ze scheidde van haar toenmalige echtgenoot, NWDR-sportreporter Werner Labriga en trouwde met Frankenfeld in juni 1956. De getuigen waren Max Schmeling en zijn vrouw Anny Ondra. Het paar verhuisde met de in 1951 geboren zoon Thomas, die door Frankenfeld werd geadopteerd, naar Hamburg.
Lonny, toentertijd een ster, zag af van een carrière in de Verenigde Staten om met haar man te kunnen leven en werken, ondanks dat overeengekomen contracten al ter ondertekening klaarlagen. Ze bleef verder als zangeres werkzaam, maar speelde ook vaak sketches en duetten met haar man. Bovendien voltooide ze een opleiding als secretaresse, om haar man op administratief vlak behulpzaam te kunnen zijn.
Frankenfeld leefde een leven zonder schandalen. Hij reed in een Amerikaanse slee, waarin hij een trambel had ingebouwd. Hij was een fervent bouwer van draadloos bestuurde modellen en in zijn tuin had hij rails gelegd voor een modelspoorbaan. Op zijn landgoed hield hij meerdere dieren, die werden verzorgd door een tuinman. Hij was hobbyvisser en speelde graag biljart. Hij verzamelde schaakspellen en antieke militaire helmen.
In november 1978 kreeg Frankenfeld problemen met gordelroos. Na amper uit het ziekenhuis te zijn ontslagen, kreeg hij doorbloedingsproblemen in de hersenen. Vier dagen voor Kerstmis mocht hij naar huis, waar hij een verkoudheid opliep. Rond oudejaarsavond werd hij weer opgenomen in het ziekenhuis, waar hij op 4 januari 1979 op 65-jarige leeftijd overleed aan een virusinfectie. Zijn weduwe werd later op het kerkhof Wedel bij Hamburg naast hem bijgezet.

## Uitzendingen

### Radio
- 1948: Guten Morgen allerseits, HR
- vanaf 1948: Bunte Abende voor meerdere zenders
- 1948-1951: So ein Zufall, HR
- 1948-1955: Funk und Flax, HR
- 1948-1978: Peters Bastelstunde, eerst HR, later NDR
- 1949-1952: Eintritt frei, HR
- 1952-1955: Lieblingsmelodien unserer Hörer, HR
- ????: Der Musikpavillon - NDR
- 1953-1955: Wer zuletzt lacht …, NWDR Keulen
- 1952-1967: Frankfurter Wecker, HR
- 1962-1963: Valsch Ferbunden – Was hätten Sie gesagt?, NDR
- Verdere muziekprogramma's

Niet allen voor de HR, maar ook voor de andere ARD-zenders werkte Frankenfeld als presentator van muziekprogramma's met veel ingebouwde grappen. Voor de BR was dit Hier blüht der Flachs, voor de SDR Hier wird gelacht en voor de Europawelle Saar Wer hört, gewinnt.

### Televisie
- Eine nette Bescherung - 1952, NWDR Hamburg
- Wer will, der kann - van 31 augustus 1953 tot 1956 met onderbreking, NWDR
- 1:0 für Sie - van 31 januari 1954 tot 31 augustus 1955, NWDR Hamburg
- Individuele programma's
  - Achtung Hochspannung - 22 maart 1955
  - So ein Zufall! - juni 1957
  - Meister der Magie - juli 1958
- Bitte recht freundlich - van 1 januari 1956 tot 1957, NWRV
- Toi – Toi – Toi - van 23 februari 1957 tot 1961 met onderbreking, NWRV Hamburg
- Viel Vergnügen - van 21 december 1957 tot 20 december 1958, SDR
- Heute Abend Peter Frankenfeld - van 23 mei 1959 tot 13 februari 1960, SDR
- Dotto - van 1959 tot 1961
- Guten Abend! - van 22 oktober 1960 tot oktober 1961, NWRV Hamburg
- Aller Unfug ist schwer - van 18 oktober 1963 tot 1964, ZDF
- Und Ihr Steckenpferd? - 3 mei 1963 tot 1967 en van 1972 tot 1974, ZDF
- Einmal anders - 1964, ZDF
- Vergißmeinnicht - van 1964 tot 1970, ZDF
- Televisitationen - 1968, SF
- Sie und Er im Kreuzverhör - van 17 maart 1971 tot 3 april 1973, ZDF
- Musik ist Trumpf - van 22 februari 1975 tot 26 augustus 1978, ZDF

## Geluidsdragers
- Peters Wundertüte (2 afleveringen)
- Valsch Ferbunden!
- Peters Bastelstunde (2 afleveringen)
- Als Oma noch kniefrei ging
- Als Opa noch schwofen ging
- Taktik des Ehekriegs
- Gymnastik und Tanz für Ältere
- Peter Frankenfeld und seine Freunde (compilatie)
- Danke, Peter Frankenfeld (postuum)
- Humor ist Trumpf (postuum)

### Singles
- 1961: Bum-Budi-Bum, das kann gefährlich sein / Es muss nicht immer Nacht sein (met Lonny Kellner)
- 1975: Im Fahrstuhl / Reeperbahn-Bummel (met Horst Ackermann)

## Films
- 1955: Wunschkonzert
- 1959: Paprika
- 1959: Natürlich die Autofahrer
- 1962: Genosse Münchhausen
- 1972: Olympia – Olympia

## Boeken
- 1955: 1000 Albernheiten
- 1969: Bekenntnisse eines großkarierten Herrn
- 1972: Meine schönsten Witze und Anekdoten
- 1980: Humor ist Trumpf
- 1984: Das war mein Leben

## Onderscheidingen
- 1959: Goldener Bildschirm
- 1966: Goldene Kamera voor Vergißmeinnicht
- 1970: Bundesverdienstkreuz 1e Klasse voor de verdiensten voor de Aktion Sorgenkind
- 1979: Bambi postuum voor het levenswerk
- 1980: Goldene Kamera postuum en samen met Hans Rosenthal en Peter Alexander

- Gemeinsame Normdatei: 118534874
- International Standard Name Identifier: 0000 0001 0872 6939
- Library of Congress Control Number: n92025923
- MusicBrainz: 989e2965-ff8b-4a32-a9c8-a5def0416339
- Virtual International Authority File: 15029675